# The Rolling Stones: Some Girls Live In Texas '78
Some Girls: Live in Texas '78 es un film de un concierto en vivo de The Rolling Stones lanzado en 2011. Fue filmado en 16 mm durante el US Tour de 1978. Esta actuación en vivo fue registrada y filmada en el show que la banda ofreció en el auditorio Will Rogers en Fort Worth, Texas el 18 de julio de 1978. como motivo del US Tour de 1978 en el cual presentaban su álbum de estudio más reciente Some Girls. La filmación fue relanzada en los formatos DVD/Blu-ray Disc, en combo (DVD + CD set) y (Blu-ray Disc + CD set) el 15 de noviembre de 2011.

## Lista de canciones
Todas las canciones compuestas por Jagger/Richards excepto donde lo indique.

### DVD, CD y BluRay
1. Let It Rock (Chuck Berry) - 2:06
2. All Down the Line - 3:50
3. Honky Tonk Women - 3:37
4. Star Star - 3:40
5. When The Whip Comes Down - 5:10
6. Beast of Burden - 6:50
7. Miss You - 8:33
8. Just My Imagination (Running Away with Me) (The Temptations) - 6:31
9. Shattered - 4:42
10. Respectable - 3:01
11. Far Away Eyes - 5:46
12. Love in Vain (Robert Johnson) - 4:50
13. Tumbling Dice - 4:20
14. Happy - 3:10
15. Sweet Little Sixteen (Chuck Berry) - 3:06
16. Brown Sugar - 3:12
17. Jumpin' Jack Flash - 5:50

### Bonus
Entrevista a Mick Jagger en 2011 (15 min)
Saturday Night Live (7 de octubre de 1978) (21 min)
1. "Tomorrow" con Dan Aykroyd y Mick Jagger
2. "Beast of Burden"
3. "Respectable"
4. "Shattered"

ABC News "20/20 entrevistas con los Stones" (20 de junio de 1978) (5 min)
- Entrevista con Geraldo Riviera durante el lanzamiento del tour en Woodstock (junio de 1978)

## Créditos
The Rolling Stones
- Mick Jagger – voz, guitarra, piano
- Keith Richards – voz, guitarra
- Ronnie Wood – voz, guitarra, Pedal steel guitar
- Charlie Watts – batería
- Bill Wyman – bajo

Personal adicional
- Ian Stewart – piano
- Ian McLagan – teclados
- Doug Kershaw – violin

Equipo de la producción original (1978)
- Jerry Carraway
- Sonido en vivo y grabación por BJ Schiller
- Producido por Jack Calmes
- Dirigido por Lynn Lenau Calmes

Producción de 2011
- Mezcla de audio por Bob Clearmountain
- Dirección filmica por Phil Davey